# Hiperkan

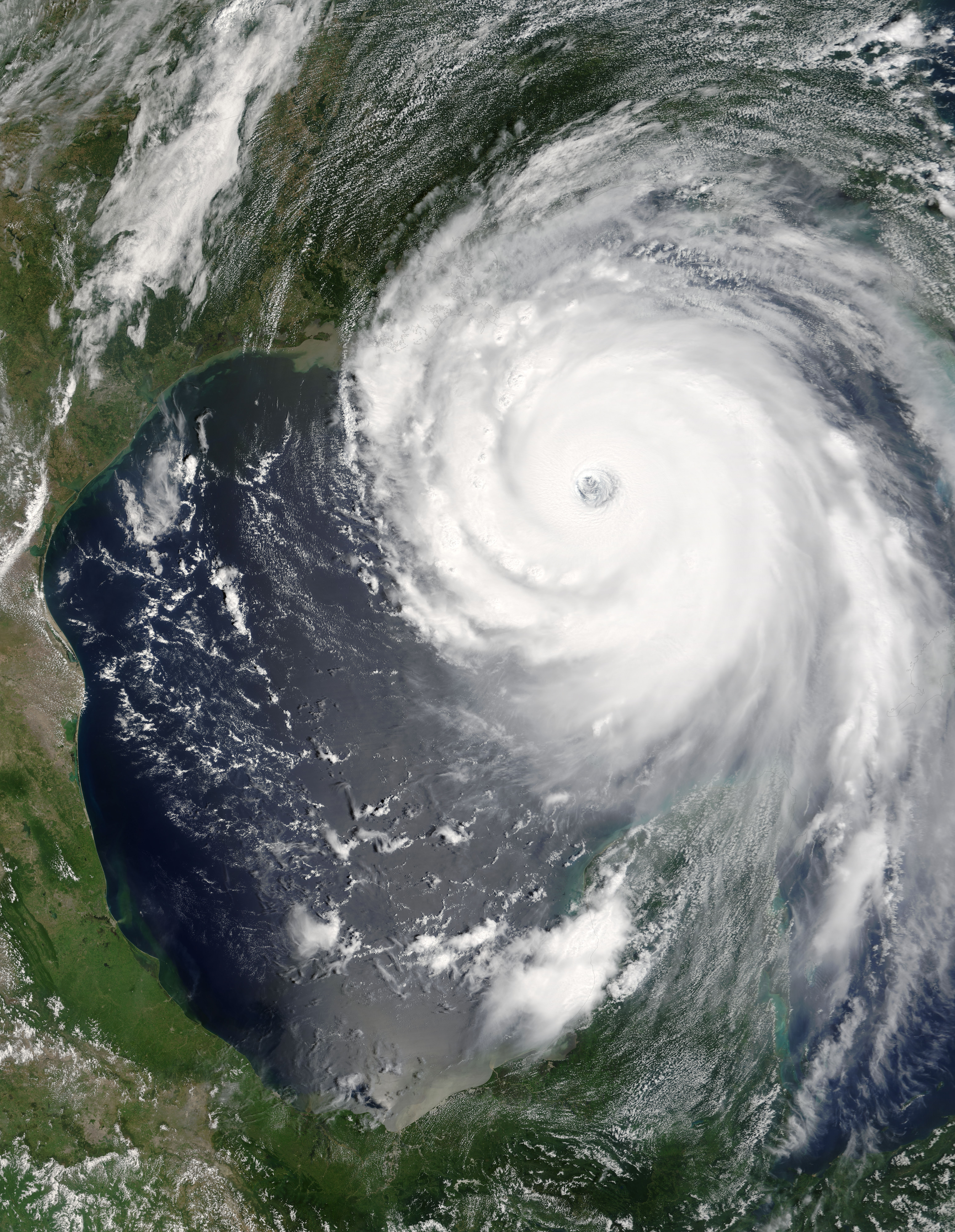
Hiperkany jeśli się pojawią, będą znacznie przewyższać widoczny na zdjęciu huragan Katrina, nie tylko rozmiarami, ale i siłą wiatru. Wiatr hiperkanu będzie zdolny nawet wyrywać wierzchnie warstwy gleby, gdyż jego prędkość będzie przekraczać 500 km/h

Hiperkan – hipotetyczna odmiana cyklonów tropikalnych odznaczająca się wyjątkową siłą i rozmiarami. Hiperkany mogą być ogromnymi cyklonami (huragany, tajfuny), które będą ekstremalnymi zjawiskami pogodowymi prognozowanymi przez klimatologów. Hiperkany mogą się pojawić, gdy średnia temperatura na Ziemi podniesie się o 4–5 °C w stosunku do początków XXI w.

## Cechy hiperkanów
Hiperkan powstałby tak samo jak każdy inny cyklon. Różniłby się od nich tym, iż jego moc przewyższałaby piąty stopień w skali Fujity. Wyższa energia hiperkanu pozwoliłaby mu na osiągnięcie prędkości wiatru na poziomie 600–800 km/h. Ciśnienie w centrum hiperkanu spadałoby do 650 hPa, a ściany wokół oka sięgałyby wysokości 30 km (w porównaniu z 15 km dla huraganu 5. kategorii).

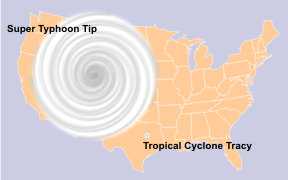
Największy zarejestrowany do tej pory tajfun „Tip” (1979) na tle Stanów Zjednoczonych w porównaniu z cyklonem tropikalnym „Tracy” (1974)

## Powstawanie hiperkanów
Hiperkany nie zostały jeszcze odnotowane na świecie. Według prognoz mogą one pojawić się w XXII w. lub wcześniej, w zależności od tego, kiedy temperatura globalna podniesie się na tyle, by to zjawisko mogło wystąpić. Aby powstał tego typu huragan, temperatura akwenu morskiego, nad którym powstaje huragan, musi przekroczyć 40 °C. Takie warunki umożliwiłyby powstanie silnej odmiany cyklonu powyżej skali F5 (skala Fujity). Do zjawiska tego może dojść przede wszystkim wtedy, gdy dojdzie do destabilizacji pokładów hydratu metanu z dna oceanicznego i wzrostu temperatury związanego z wydostaniem się do atmosfery olbrzymich ilości tego gazu.

## Ryzyko
Hiperkany byłyby silnymi cyklonami, które mogłyby powstać w wyniku postępującego globalnego ocieplenia. Ryzyko według stanu obecnego jest odległe, bo zjawisko to może pojawić się dopiero w XXII w. lub później - w zależności od tego, kiedy temperatura na świecie osiągnie odpowiedni poziom, by wody morskie mogły nagrzać się do temperatury wyższej niż 40 °C.